# Interstate 20
Interstate 20 eller I-20 är en amerikansk väg, Interstate Highway, som är 2 470 kilometer lång. Den öppnades år 1957, och går från Kent, Texas till Florence, South Carolina. 

## Externa länkar

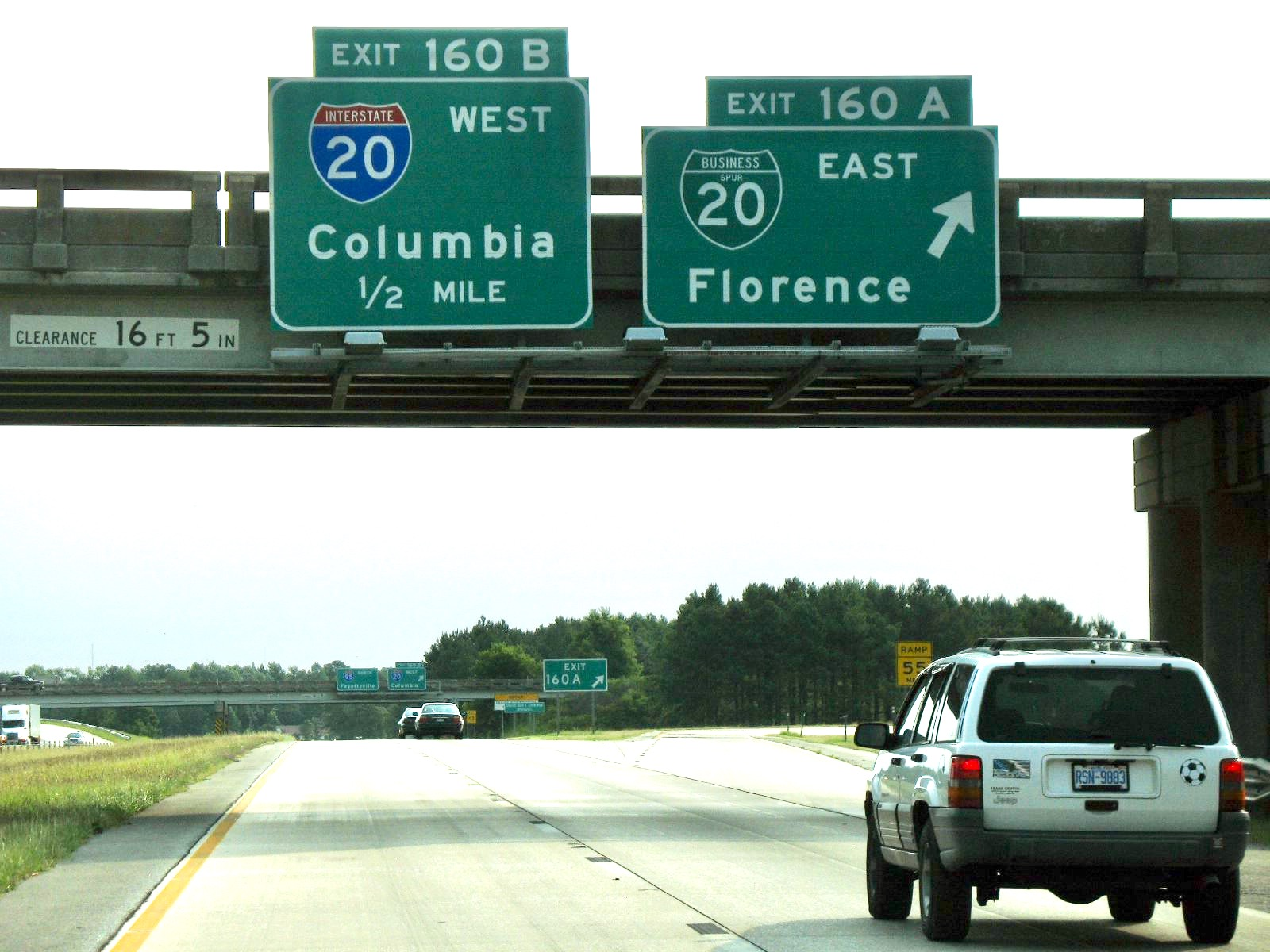
Avfarten från Interstate 95 till Interstate 20

## Delstater vägen går igenom
- Texas
- Louisiana
- Mississippi
- Alabama
- Georgia
- South Carolina